# 완도 객사
완도 객사(莞島客舍)는 대한민국 전라남도 완도군에 있는, 조선 시대의 건축물이다. 전라남도의 문화재자료제109호로 지정된 문화재로 완도읍 군내리 782번지에 있다.

## 역사
객사란 국왕을 상징하는 전패를 모신 공간이며, 일종의 숙박시설로 활용되었다. 이 건물은 이중처마를 가진 전형적인 한국의 단층건물이며, 완도에서는 가장 오래된 건물이다. 조선 경종 2년인 1722년에 가리포진 124대 첨사 이형이 창건하여 궐패를 모셔놓고 삭망마다 임금의 만수무강을 비는 망궐례를 올리던 곳이다.
1896년(고종 33년)에 가리포진 204대 첨사 이위소에 의해 중수되었으며, 삼문의 중앙에 '호남제일번(湖南第一番)'이라고 쓴 현판이 있는데, 이는 1854년(철종 5년)에 가리포진 196대 첨사 홍선이 썼다고 한다.

## 참고 자료
- 완도객사 - 국가유산청 국가유산포털